# Josephine Davies
Josephine Davies (* um 1980 auf Shetland) ist eine britische Jazzmusikerin (Tenorsaxophon, Flöte, Komposition) und Psychotherapeutin.

## Leben und Wirken
Josephine Davies, die von den Shetlandinseln stammt, zog 1996 mit ihrer Familie nach England, wo ihr Interesse an Musik genährt wurde. Sie absolvierte eine Ausbildung als klassische Flötistin und begann anschließend ein Studium als klassische Altsaxophonistin an der Guildhall School of Music and Drama in London, wechselte aber rasch in den Jazzstudiengang und letztlich zum Tenorsaxophon. Während des Studiums spielte sie in der Frauenband Crissy Lee Jazz Orchestra (…With Body and Soul, 2000) und im National Youth Jazz Orchestra. Mit ihrem Quintett legte sie 2008 bei EMI ihr Debütalbum Elation vor. In den 2000er-Jahren arbeitete sie u. a. auch im Orchester von Ed Sarath (New Beginnings). 2015 promovierte sie mit einem existenzialphilosophischen Ansatz in Psychologie über die Lebenserfahrung kinderloser Frauen.
Beeinflusst von der amerikanischen Komponistin Maria Schneider, war sie von 2011 bis 2016 Komponistin und Tenorsaxophonistin des London Jazz Orchestra. Sie leitet ihre eigene Big Band The Ensō Ensemble; ferner gehörte sie der Pete Hurt Big Band (A New Start) und dem Dominic Howles Septet an. 2016 nahm sie für Whirlwind Recordings ihr Album Satori (mit Dave Whitford Bass und Paul Clarvis, Schlagzeug) auf, 2018 gefolgt von In the Corners of Clouds, wiederum mit dieser Formation. 2019 war sie auf Deutschlandtournee. Mitte 2020 legte sie das dritte Album des Trios Sartori, How Can We Wake?, vor, das sie in veränderter Besetzung Anfang des Jahres live aufgenommen hatte. Weiterhin legte sie mit dem Quartett Two Cities Collaboration die EP Two Cities (2020, mit Christine Tobin, Ben Somers, Phil Robson) vor. Mit dem Full Circle Quartet (mit Joss Peach, Terry Pack und Angus Bishop) entstand das Album The South Downs Suite (2023). Weiterhin arbeitet sie im Trio Orenda mit der Sängerin Brigitte Beraha und der Pianistin Alcyona Mick. Im Bereich des Jazz war sie laut Tom Lord zwischen 2000 und 2022 an 15 Aufnahmesessions beteiligt.

## Preise und Auszeichnungen
Noch während ihrer Studienzeit gewann Davies 1999 als Mitglied eines vom Trompeter Tom Allan angeführten Quintetts den Perrier Young Jazz Award. 2019 siegte sie bei den Parliamentary Jazz Awards in der Kategorie Jazzinstrumentalist des Jahres.

## Diskographische Hinweise
- The Celtic Wheel Of The Year Suite (Ubuntu Music 2025, mit Rachael Cohen)
- Sartori: How Can We Wake? (Whirlwind Recordings 2020, mit Dave Whitford und James Maddren)
- Perspective (Trio Records 2020, mit Robbie Robson, Ross Stanley, Dave Whitford, Nick Smalley)